# Pény Karangoúni
Panagióta (Pény) Karangoúni, (en grec moderne : Παναγιώτα (Πένυ) Καραγκούνη), née le 1er juillet 1993, est une joueuse de beach-volley grecque. Sa première apparition dans les tournois de beach-volley remonte à 2013, lorsqu'elle remplace María Tsiartiáni comme partenaire de Vassilikí Arvaníti.
Lors de sa première saison de beach-volley, et bien qu'elle soit la nouvelle membre de l'équipe, elle réussit (avec Vassilikí Arvaníti) à terminer 5e en finale du Championnat d'Europe organisé par la CEV à Klagenfurt, en Autriche.
Sa plus grande réussite à ce jour est la médaille d'argent qu'elle a obtenue avec Vassilikí Arvaníti aux XVIIe Jeux méditerranéens qui se sont déroulés à Mersin, en Turquie.